# Féregcsigák
A féregcsigák (Aplacophora) az állatok (Animalia) országának a puhatestűek (Mollusca) törzsének egyik osztálya.
Érzékszerveik nagyon fejletlenek, lábuk nincsen s ennek a helyét a hasoldal középvonalában végigfutó és legalább részben csillós sejtekkel borított barázda foglalja el, test többi részét szilárd kutikula fedi. Testük egyenletesen hengeres, hossza különböző s 1 és 12–15 centiméter között változik, de egyesek teste oldalt kissé összenyomott, másoké felül élezett, egyeseké hátul, másoké megfordítva, elül kihegyesedő.
Ragadozó állatok, az iszapban rejtőzködő apró állatokat pusztítják, vagy pedig a korallok és hidroidpolipok telepein élnek s azokból táplálkoznak. Előfordulásuk a parti öv alá esik, s azért növényeken való előfordulásuk ritka.

## Rendszerezés
Az osztályba az alábbi alosztályok, rendek és családok tartoznak

### Chaetodermomorpha
A Chaetodermomorpha más néven (Caudofoveata) az alosztályba 3 család tartozik
- Chaetodermidae
- Limifossoridae
- Prochaetodermatidae

### Neomeniomorpha
A Neomeniomorpha más néven (Solenogastres) az alosztályba 4 rend tartozik
- Cavibelonia – 11 család
  - Acanthomeniidae
  - Amphimeniidae
  - Drepanomeniidae
  - Epimeniidae
  - Pararrhopaliidae
  - Proneomeniidae
  - Rhipidoherpiidae
  - Rhopalomeniidae
  - Simrothiellidae
  - Strophomeniidae
  - Syngenoherpiidae

- Neomeniamorpha – 2 család
  - Hemimeniidae
  - Neomeniidae

- Pholidoskepia – 6 család
  - Dondersiidae
  - Gymnomeniidae
  - Lepidomeniidae
  - Macellomeniidae
  - Meiomeniidae
  - Sandalomeniidae

- Sterrofustia – 3 család
  - Herteroherpiidae
  - Imeroherpiidae
  - Phyllomeniidae